# أناسيكلوسيس

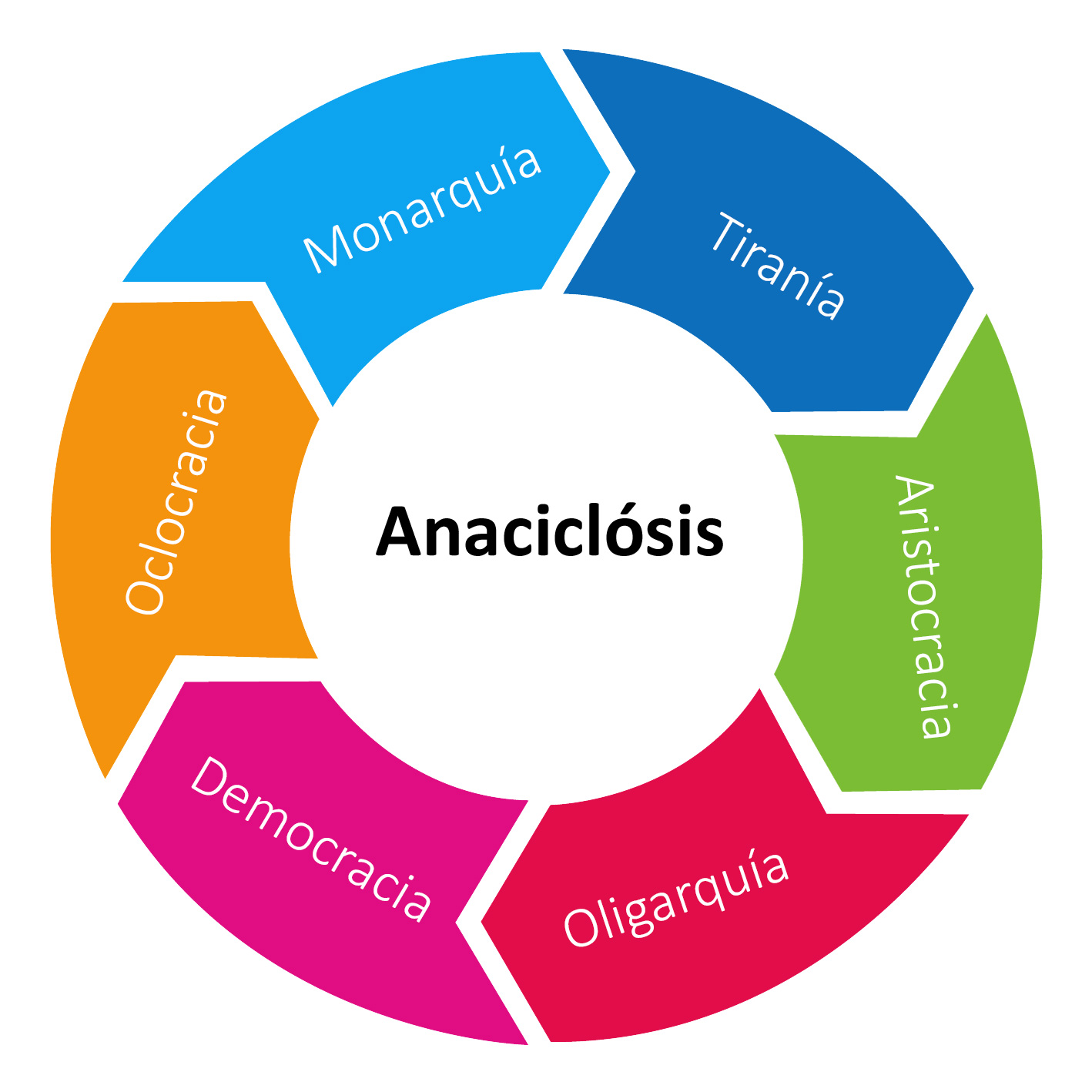

اناسيكلوسيس (أو الدوارانية) هي نظرية في علم الاجتماع والسياسة تدعي بأن تطور النظم السياسية لها حركة دورانية. وتستند النظرية على أن هنالك ثلاثة تصنيفات مبنية على نظم الحكم الدستوري في اليونان القديم وهي: الحكم من قبل شخص، الحكم من قبل قلة، والحكم من قبل عدد كثير
اناسيكلوسيس أو الدوارانية تنص أيضاً على أن هنالك ثلاثة نظم أساسية من الحكم تعتبر «حميدة» وهي: (الملكي، والأرستقراطية، والديمقراطية) وهي بطبيعتها ضعيفة وغير مستقرة، وتميل إلى التدهور بسرعة. وهنالك ثلاثة نظم أساسية من الحكم تعتبر «خبيثة» وهي (الطغيان، الأوليغاركية، وحكومة الدهماء). لاحظ أن «حكومة الدهماء» تشير إلى حكم الرعاع، وليس مفهوم الديمقراطية الذي أنشئ في أواخر القرن 18.
وفقا للمبدأ، فأنظمة الحكم «الحميد» تضع مصلحة الجميع في الحسبان، في حين أن أنظمة حكم «الخبيث» تهتم فقط بفئة قليلة من الناس. ومع ذلك، فإن الفساد السياسي يجعل كل الأنظمة تتدهور وتتحول من نظام إلى نظام آخر بحركة دائرية.

## اصل النظرية ومفهومها
اصل النظرية يرجع إلى المؤرخ والسياسي اليوناني القديم بوليبيوس. وقد استخدمها وطورها افلطون وبعده ارسطوطاليس في كتبهم.
النظرية تبين بأن الحركة الدورانية بدأت مع تطور الإنسان في المرحلة البدائية التي كان يعيش فيها الإنسان في القبيلة. وكل قبيلة تلجئ إلى اختيار ملكاً لها يكون هو الأكثر حكمة. ولكن بعد ذلك يورث الحكم الملكي إلى الأبناء الذين سوف يستغلون سلطتهم ويصبحون مستبدين ويتحول نظام الحكم من الملكية إلى الطغيان.
بعد مرحلة الطغيان الفردي ستخرج فئة قلة من الناس ستكون مستائة من ذلك الاستبداد وستنقلب عليه وتحول الطغيان إلى نظام جديد وهو الأرستقراطية ويبدأ حكم القلة. وكما هو الحال في الملكية، سيورث الأرستقراطيين السلطة إلى أبنائهم الذين سيستبدون بالحكم وتتحول الأرستقراطية إلى الأوليغاركية (حكم من قلة تعتمد على الفساد والاستبداد).
بعد ذلك سيصل الشعب إلى مرحلة الانفجار وسيطالبوا بحكم اوسع يشمل فيه اغلب الناس وهذا الحكم هو الديمقراطية (حكم من قبل العدد الكثير من الشعب). ومع الوقت سيصبحوا الناس يطالبون بأشياء غير معقولة معتقدين انهم يستحقونها ويصبح ممثلين الشعب عبارة عن ديماغوجين يقولون للناس كل ما يريدون أن يسمعون بدلاً من قول الحقيقة أو المعقول.
فتتحول الديمقراطية إلى حكم الدهماء والغوغاء. وطبيعي مع هذا الحكم ان تنتج الفوضى ويكثر العهر السياسي من اجل استمالة الرعاع ويصبح هنالك صراع بين الديماغوجيين من اجل السيطرة على الفوضى. وتتم بعدها تصفية بقية الديماغوجيين ويخرج من بينهم شخص يطالب بسلطة مطلقة بما أنه هو المنقذ وتنتهي هذه الدائرة بالرجوع إلى حكم الفرد الملكي.